# ناعومي شيلتون
ناعومي شيلتون (بالإنجليزية: Naomi Shelton)‏ هي مغنية وكاتبة غنائية أمريكية، ولدت في 14 أكتوبر 1942 في ميدوي في الولايات المتحدة.